# Millares (kommunhuvudort)
Millares är en kommunhuvudort i Spanien.   Den ligger i provinsen Província de València och regionen Valencia, i den östra delen av landet, 280 km sydost om huvudstaden Madrid. Millares ligger 128 meter över havet och antalet invånare är 567.
Terrängen runt Millares är huvudsakligen kuperad. Millares ligger nere i en dal. Runt Millares är det glesbefolkat, med 10 invånare per kvadratkilometer. Närmaste större samhälle är Buñol, 18,6 km norr om Millares. Omgivningarna runt Millares är i huvudsak ett öppet busklandskap.